# Ludovic Bource
Ludovic Bource (pronunciación en francés: /ly.do.vik buʁs/; nacido el 19 de agosto de 1970 en Pontivy) es un compositor francés más conocido por su bandas sonoras. Saltó a la fama internacional en 2011 al ganar el Globo de Oro y el Premio de la Academia por la banda sonora de The Artist.

## Carrera
Bource comenzó su carrera componiendo música para anuncios publicitarios, pero más tarde se trasladó a los cortometrajes, tales como, En attendant (2000), Spartacus (2003), y Sirene Song (2005). Después de trabajar para Michel Hazanavicius en Mes amis, Bource se ha convertido en un colaborador asiduo del director. Ha compuesto bandas sonoras de otras películas de Hazanavicius como OSS 117: Cairo, Nest of Spies (2006), su secuela OSS 117: Lost in Rio (2009), y, más recientemente, la película muda en blanco y negro The Artist (2011). Esta última, grabada con la Orquesta Filarmónica de Bruselas, elevó a Bource a la fama internacional y le valió numerosos premios, incluyendo un Premio César, un Globo de Oro y un Oscar. Fue invitado a unirse a la Academia de Artes y Ciencias cinematográficas, en junio de 2012, junto con otras 175 personas.

## Filmografía
| Año  | Título                                                                           | Notas |
| ---- | -------------------------------------------------------------------------------- | --- |
| 1999 | Mes amis                                                                         | Película |
| 2000 | C. D. D.                                                                         | Cortometraje |
| 2000 | En attendant                                                                     | Cortometraje |
| 2003 | Spartacus                                                                        | Cortometraje |
| 2005 | Sirene Song                                                                      | Cortometraje |
| 2006 | OSS 117: Cairo, Nest of Spies                                                    | Película |
| 2009 | Here to Stay                                                                     | Documental |
| 2009 | OSS 117: Lost in Rio                                                             | Película |
| 2011 | The Artist                                                                       | Óscar a la mejor banda sonora BAFTA a la mejor música original Boston Society of Film Critics Premio por la Mejor Puntuación Broadcast Film Critics Association Award por el Mejor Compositor César a la mejor música escrita para una película Premio del Cine Europeo al mejor compositor europeo Globo de Oro a la mejor banda sonora Las Vegas Film Critics Society Award por la Mejor Puntuación Phoenix Film Critics Society Award por Mejor banda sonora Original Washington DC Film Critics Association Award por la Mejor Puntuación Nominado — Chicago Film Critics Association Award a la Mejor banda sonora Original Nominado — Premio Grammy a la Mejor banda sonora Nominado — San Diego Film Critics Society Award a la Mejor banda sonora Original |
| 2012 | On the Other Side of the Tracks Originalmente titulada De l'autre côté du périph | Película |
| 2013 | Clear History                                                                    | Película de TV |

## Premios y distinciones
Premios Óscar
| Año  | Categoría          | Trabajo nominado | Resultado |
| ---- | ------------------ | ---------------- | --------- |
| 2012 | Mejor banda sonora | The Artist       | Ganador   |